# Stazione di Kita-Narashino
La stazione di Kita-Narashino (北習志野駅?, Kita-Narashino-eki) è una stazione ferroviaria di interscambio situata nella città di Funabashi, nella prefettura di Chiba, in Giappone. Serve la linea Shin-Keisei delle Ferrovie Shin-Keisei, sussidiaria delle Ferrovie Keisei, e la ferrovia Rapida Tōyō, un'estensione a gestione privata della linea Tōzai della Tokyo Metro.

## Linee e servizi
Ferrovia Shin-Keisei
●SL Linea Shin-Keisei
 Ferrovia Rapida Tōyō
●TR Linea Rapida Tōyō

## Struttura
Le due linee dispongono di due impianti separati (rispettivamente interrato e in superficie) e collegati.

### Ferrovia Shin-Keisei
La stazione è in superficie, con due binari passanti e un marciapiede a isola centrale.
| 1 | ●SL Linea Shin-Keisei | per Narashino, Shin-Tsudanuma, Keisei-Tsudanuma e linea Keisei Chiba |
| 2 | ●SL Linea Shin-Keisei | per Takanekido, Shin-Kamagaya, Yabashira e Matsudo                   |

### Ferrovia Rapida Tōyō
La stazione è sotterranea, con due binari passanti e un marciapiede a isola centrale situato al secondo piano interrato.
| 3 | ●TR Linea Rapida Tōyō | per Yachiyo-Midorigaoka e Tōyō-Katsutadai |
| 4 | ●TR Linea Rapida Tōyō | per Nishi-Funabashi, Ōtemachi e Nakano    |

## Stazioni adiacenti
| «                 | Servizio          | »                     |
| Linea Shin-Keisei | Linea Shin-Keisei | Linea Shin-Keisei     |
| ----------------- | ----------------- | --------------------- |
| Takanekido        | -                 | Narashino             |
| Linea Rapida Tōyō |                   |                       |
| Hasama            | -                 | Funabashi-Nichidaimae |